# خارفة (أسيوط)
قرية خارفة هي إحدى القرى التابعة لمركز ديروط في محافظة أسيوط في جمهورية مصر العربية. حسب إحصاءات سنة 2006، بلغ إجمالي السكان في خارفة 3887 نسمة، منهم 1836 رجل و2051 امرأة.